# 梅特罗波利斯-黑斯廷斯算法

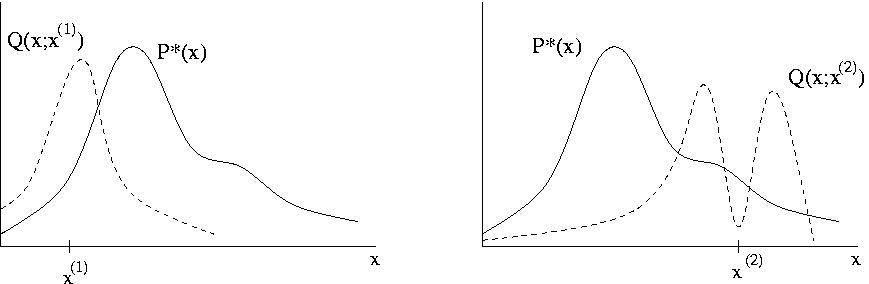
提议分布Q表示随机游走下一状态的可能位置

梅特罗波利斯－黑斯廷斯算法（英語：Metropolis–Hastings algorithm）是统计学与统计物理中的一种马尔科夫蒙特卡洛（MCMC）方法，用于在难以直接采样时从某一概率分布中抽取随机样本序列。得到的序列可用于估计该概率分布或计算积分（如期望值）等。梅特罗波利斯－黑斯廷斯或其他MCMC算法一般用于从多变量（尤其是高维）分布中采样。对于单变量分布而言，常会使用自适应判别采样（adaptive rejection sampling）等其他能抽取独立样本的方法，而不会出现MCMC中样本自相关的问题。
该算法的名称源于美国物理学家尼古拉斯·梅特罗波利斯与加拿大统计学家W·K·黑斯廷斯。

## 算法
假设{\displaystyle P(x)}为目标概率分布。梅特罗波利斯－黑斯廷斯算法的过程为：
1. 初始化 
  1. 选定初始状态{\displaystyle x_{0}}；
  2. 令{\displaystyle t=0}；
2. 迭代过程
  1. 生成： 从某一容易抽样的分布{\displaystyle Q(x'|x_{t})}中随机生成候选状态{\displaystyle x'}；[註 1]
  2. 计算： 计算是否采纳候选状态的概率{\textstyle A(x'|x)=\min \left(1,{\frac {P(x')}{P(x)}}{\frac {Q(x|x')}{Q(x'|x)}}\right)}；
  3. 接受或拒绝
    1. 从{\displaystyle [0,1]}的均匀分布中生成随机数{\displaystyle u}；
    2. 如{\displaystyle u\leq A(x'|x)}，则接受该状态，并令{\displaystyle x_{t+1}=x'}；
    3. 如{\displaystyle u>A(x'|x)}，则拒绝该状态，并令{\displaystyle x_{t+1}=x_{t}}（复制原状态）；

  4. 增量：令{\textstyle t=t+1}；